# دنییل پرموش
دنییل پرموش (انگلیسی: Danijel Premuš؛ زادهٔ ۱۵ آوریل ۱۹۸۱) بازیکن واترپلو اهل کرواسی است.